# Polygyros
Polygyros (Grieks: Πολύγυρος) is sedert 2011 een fusiegemeente (dimos) in de bestuurlijke regio (periferia) Centraal-Macedonië.
De vier deelgemeenten (dimotiki enotita) van de fusiegemeente zijn:
- Anthemoundas (Ανθεμούντας)
- Ormylia (Ορμύλια)
- Polygyros (Πολύγυρος)
- Zervochoria (Ζερβοχώρια)